# Warren Westlund
Warren DeHaven Westlund, född 20 augusti 1926 i Olympia i Washington, död 13 februari 1992 i Seattle, var en amerikansk roddare.
Westlund blev olympisk guldmedaljör i fyra med styrman vid sommarspelen 1948 i London.